# Hjerm Østre Kirke
Hjerm Østre Kirke er en kirke ca. tre kilometer nordøst for Hjerm og ca. seks kilometer sydøst for Struer.
Kirken er bygget i 1904 i røde mursten med korte korsarme og tårn i vest med højt pyramidespir. Stilen er enkel, nygotisk med hvidkalkede spidsbuehvælvinger. Kirken fik i 2004 nyt alterparti og ny altertavle.
Fra 1. oktober 2010 til 1. januar 2024 hørte kirken under Hjerm Østre Sogn.
- interiør